# Вулиця Симона Петлюри (Бровари)
Ву́лиця Си́мона Петлю́ри — одна з магістральних вулиць міста Бровари. Названа на честь українського військового та політичного діяча Симона Петлюри.
Протяжність вулиці — 1900 метрів. Починається від вулиці Степана Бандери біля залізничного вокзалу Броварів, закінчується вулицею Київською.

## Визначні будівлі

Пам'ятник героям Чорнобиля поблизу пожежної частини

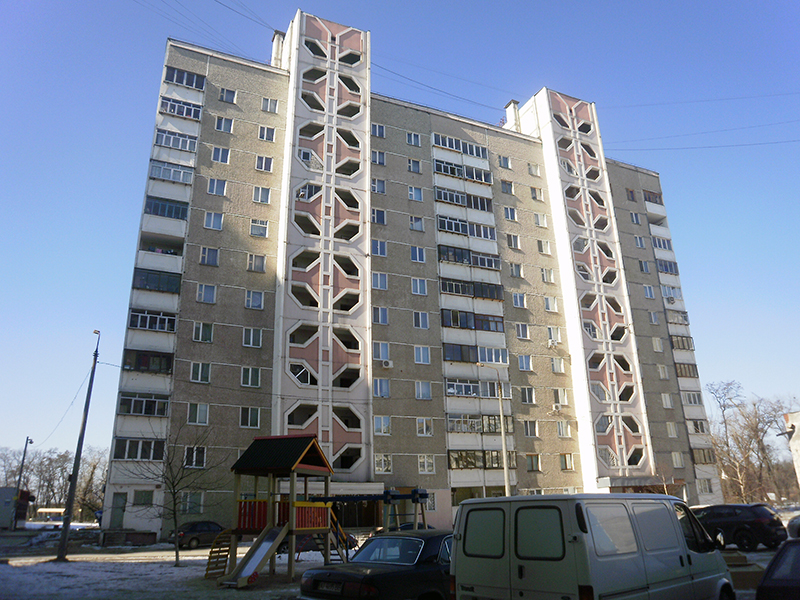
№ 25Б — будинок серії КТ-16

На вулиці розміщені такі відомі будівлі:
- № 11 — Броварська пожежна частина (відкрита 2009 року);
- № 11Г — 15-поверховий житловий комплекс «Оваціо»[сумнівно — обговорити].

## Історія
До 25 грудня 2015 року вулиця Симона Петлюри мала назву вулиця Черняховського.